# Free Love
Free Love (Brasil: Esposa Emancipada ) é um filme de comédia norte-americano de 1930, produzido e distribuído pela Universal Pictures, dirigido por Hobart Henley e estrelado por Conrad Nagel.
Está preservado na coleção da Biblioteca do Congresso.

## Elenco
- Genevieve Tobin - Hope Ferrier
- Conrad Nagel - Stephen Ferrier
- Monroe Owsley - Rush Bigelow
- Bertha Mann - Helena
- Ilka Chase - Pauline
- George Irving - Judge Sturgis
- Reginald Pasch - Dr. Wohlheim
- Zasu Pitts - Ada
- Slim Summerville - Dennis
- Sidney Bracey - Butler
- Dorothy Christy